# Penisihan
Penisihan is een bestuurslaag in het regentschap Cilacap van de provincie Midden-Java, Indonesië. Penisihan telt 3674 inwoners (volkstelling 2010).